# بلریو-اسپاد اس.۳۳
بلریو-اسپاد اس. ۳۳ (به انگلیسی: Blériot-SPAD_S.33) یک هواگرد ملخ‌پیشین تک‌موتوره از نوع مسافربری ساخت شرکت Blériot است. هواگرد بلریو-اسپاد اس. ۳۳ نخستین پروازش را در ۱۲ دسامبر ۱۹۲۰ میلادی انجام داد. در مجموع، تعداد ca. 41 فروند از این هواگرد ساخته شده‌است.